# Абдулаев, Мовлади Абуязидович
Мовла́ди Абуязи́дович Абдула́ев (род. 7 января 1961, Шатой, Чечено-Ингушская АССР) — советский чеченский тяжелоатлет, мастер спорта СССР, тренер, судья международной категории, автор первого сайта про чеченский спорт и одного из первых в России сайтов про тяжёлую атлетику.

## Биография
Родился 7 января 1961 года в Шатое. В 1974 году начал заниматься тяжёлой атлетикой. В 1979 году выполнил норматив мастера спорта СССР. Победитель и призёр юношеских первенств СССР среди сельских ДСО 1977—1978 годов. В 1982—1983 годах становился чемпионом РСФСР среди студентов. В 1984 году занял 5-е место на Всесоюзной Универсиаде.
В 1985 году, после окончания Московской сельскохозяйственной академии им. К. А. Тимирязева, работал начальником районной станции защиты растений и начальником отдела растениеводства Агропромышленного объединения Шатойского района Чеченской Республики. Тогда же работал тренером Шатойской ДЮСШ. Его воспитанники добивались успехов на чемпионатах СССР и России среди юношей.
В 1993 году переехал в Москву. Работал менеджером гимнастического клуба и тренером-добровольцем по тяжёлой атлетике в секции «Динамо». Организовывал участие тяжелоатлетов из Шатоя и московского «Динамо» в международных турнирах во Франции, Германии, Испании — (Подробнее). В 1995 году стал судьёй международной категории. Был арбитром на международных турнирах в странах Европы.
В 1997—2002 годах был торговым представителем различных спортивных организаций и фирм в Москве.
В 2001 году создал первый сайт о чеченском спорте «Wsport-Shatoy — Энциклопедия чеченского спорта». В 2014 году сайт был удостоен Гран-При «Премия Ченета 2014» и стал победителем в номинации «Лучший общественно важный интернет-проект». В том же 2001 году создал один из первых в России сайтов, посвящённых тяжёлой атлетике «Wsport-Shatoy — Weightlifting», широко известный в мировом тяжелоатлетическом сообществе.
Не имеет журналистского образования, но знания и компетентность в области спорта, умение писать статьи позволили ему завоевать признание в сфере спортивной журналистики.
В 2002 году работал тренером по тяжёлой атлетике в Испании. Его воспитанники Мелоди Санчес, Таня Морийас, Антонио Тарифа, Исаак Морийас стали членами сборной Испании, участвовали в чемпионатах мира и Европы.
С 2003 года живёт во Франции. В 2009 году получил французский государственный диплом тренера по тяжёлой атлетике и физической подготовке. Входит в Совет директоров клуба дзюдо «Чемпион» г. Ниццы, Франция. Является организатором клубного турнира «Кубок Чемпиона», посвящённого знаменитым вайнахским дзюдоистам прошлого.

## Награды
- Почётный Знак «Отличник народного просвещения» Министерства просвещения России.

## Методика
- М.А.Абдулаев. Как построить тренировочный цикл штангиста. WSPORT-SHATOY - Тяжёлая атлетика (1990г.).
- М.А.Абдулаев. Программа тренировок для квалифицированных (от 1-го разряда) атлетов на основе БОССТ. WSPORT-SHATOY - Тяжёлая атлетика (2005г.).
- М.А.Абдулаев. Двухмесячная программа для 3-х разовых тренировок в неделю. WSPORT-SHATOY - Тяжёлая атлетика (2008г.).

## Известные воспитанники
- Назаев, Муслим Мусаевич — чемпион Бельгии по тяжёлой атлетике.
- Антонио Тарифа[англ.] — участник чемпионата мира 2007 года.
- Исаак Мориллас[англ.] — участник чемпионатов мира 2006, 2007, 2009 годов.
- Таня Мориллас[англ.] — участница чемпионата мира 2006 года.